# Maurice Le Gallen
Maurice Le Gallen (1873-1955) est un homme politique et administrateur colonial français. Il a été gouverneur général d'Indochine par intérim entre le 12 novembre 1920 et le 12 avril 1922. Il a été également gouverneur de Cochinchine entre 1916 et 1921.

## Biographie
Maurice Le Gallen obtient la Légion d'honneur pour avoir effectué un recrutement particulièrement efficace au sein de la population du Tonkin, rassemblant tirailleurs et ouvriers pour les envoyer en France pendant la Première Guerre Mondiale.